# Friktion
Friktion omtales ofte som gnidnings- eller rullemodstand: Når to legemer bevæger sig i forhold til hinanden mens de presses imod hinanden, viser friktionen sig som en kraft der trækker modsat den retning legemerne bevæger sig i (eller: modsat den kraft som søger at bevæge legemerne). Denne friktionskraft hæmmer bevægelsen, og optager derved en vis mængde af den energi ud af det mekaniske arbejde der udføres ved at bevæge legemerne. Denne energi afsættes som varme i legemerne nær kontaktfladerne, og for at undgå dette (set fra et mekanisk synspunkt) energispild, søger man i mekaniske indretninger for at minimere friktionen i lejer og andre steder hvor maskindele er i kontakt med hinanden og bevæger sig indbyrdes.
Man opererer med to "hovedformer" for friktion, kaldet statisk og dynamisk friktion: Statisk friktion er et udtryk for den kraft der skal til for at få det ene legeme "skubbet i gang" med sin bevægelse i forhold til det andet, mens dynamisk friktion udtrykker hvor stor kraft der skal til for at opretholde bevægelsen.

## Friktionskoefficient
Begge former for friktion afhænger alene af den kraft {\displaystyle F_{n}} der presser de to legemer imod hinanden (ofte kaldet normalkraften), og af en dimensionsløs koefficient {\displaystyle \mu }, kaldet en (enten statisk eller dynamisk) friktionskoefficient. Den kraft {\displaystyle [F]} der skal til for at "overvinde" friktionen og sætte legemerne i bevægelse beregnes som:

{\displaystyle F=F_{n}\cdot \mu }

Bemærk at arealet af kontaktfladen mellem de to legemer ikke har nogen indflydelse på størrelsen af den fornødne kraft {\displaystyle F}.
Friktionskoefficienten afhænger af de materialer legemer består af (i det mindste for så vidt angår ved kontaktfladen mellem legemerne): To stykker våd is glider let mod hinanden, og den statiske og dynamiske friktionskoefficient er derfor lille. Gummi mod beton skrider derimod ikke så let; friktionskoefficienterne er derfor høj mellem disse to materialer.
Den statiske friktionskoefficient mellem to materialer er større end den dynamiske friktionskoefficient mellem de samme materialer. I de tilfælde hvor der er stor forskel mellem de to koefficienter, skal der en markant større kraft til at starte bevægelsen (den høje statiske koefficient), end til at opretholde bevægelsen (den lavere dynamiske koefficient).
En typisk værdi for den statiske friktionskoefficient for en bils dæk mod vejen er 0.6.